# Schloßgarde-Kompanie

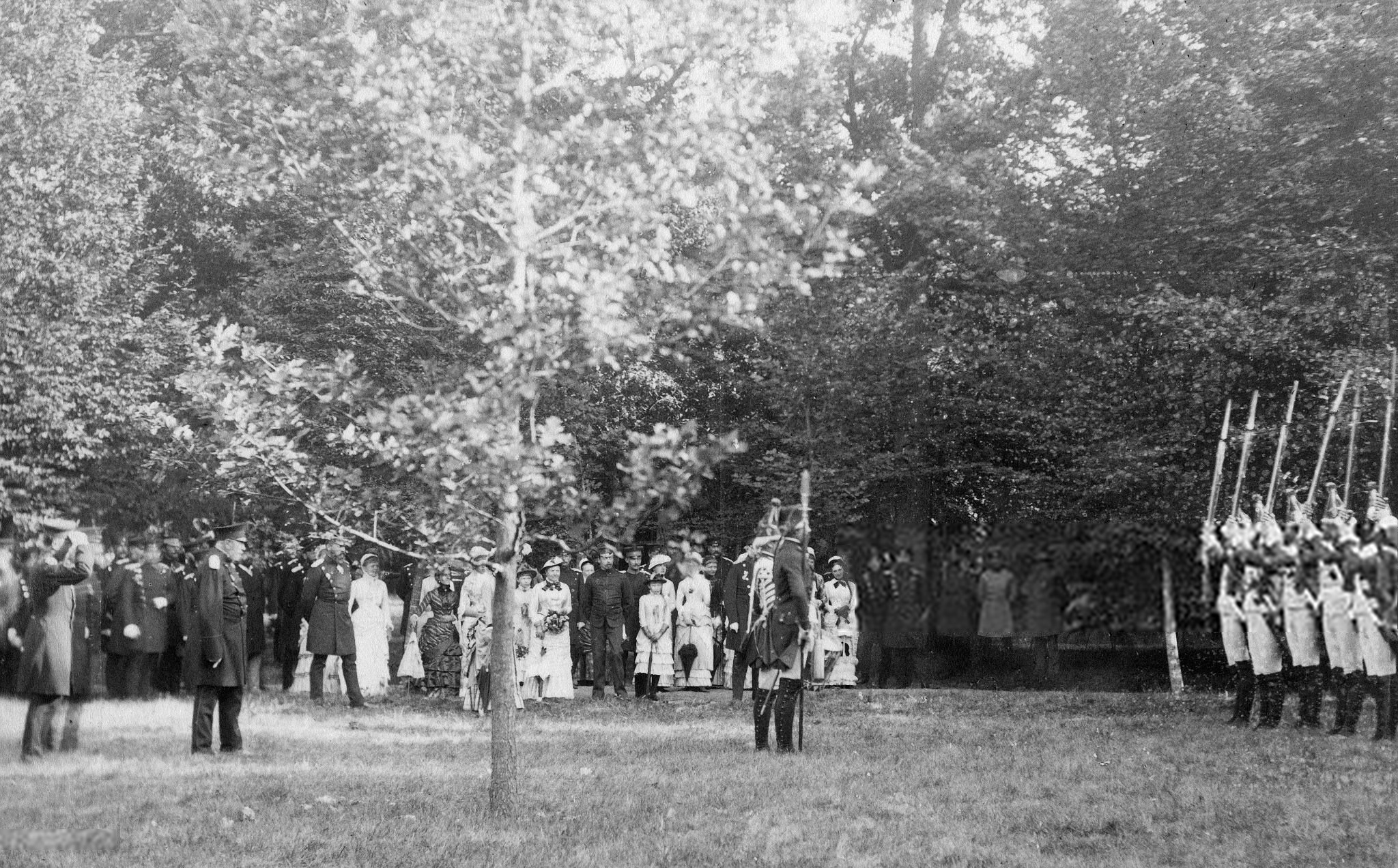
Die Schloßgarde-Kompanie in altpreußischen Uniformen präsentiert das Gewehr vor Kaiser Wilhelm I., Kronprinz Friedrich und dessen Frau Victoria im Potsdamer Schlossgarten

Die Schloßgarde-Kompanie (auch Schloßgarde-Kompagnie) war in Preußen bis 1918 mit der Bewachung der königlichen Schlösser und Gärten beauftragt. Bei feierlichen Gelegenheiten trug sie hohe Grenadiermützen aus dem 18. Jahrhundert.
Die Schloßgarde-Kompanie bestand aus mindestens zwölf Jahre gedienten, halbinvaliden Unteroffizieren der preußischen Infanterie. Die Teilnahme an Feldzügen war erwünscht, militärische Auszeichnungen waren unbedingte Voraussetzung. Das Kommando lag bei einem Flügeladjutanten des Königs. Die Kompanie zählte zwei Feldwebel-Sergeanten, fünf Feldwebel-Unteroffiziere und 62 Unteroffiziere. Nach 25 Dienstjahren erhielten die Unteroffiziere das Portepee sowie einen Degen mit Krone und wurden daher Krongardisten genannt. 
Die Schloßgarde-Kompanie wurde am 30. März 1829 als Garde-Unteroffizier-Kompagnie gegründet und am 3. Oktober 1861 umbenannt. Sie wurde nach der Abdankung Wilhelms II. in der Novemberrevolution aufgelöst.